# Майорское (Одесская область)
Майорское (укр. Майорське) — село, относится к Захарьевскому району Одесской области Украины.
Население по переписи 2001 года составляло 407 человека. Почтовый индекс — 66705. Телефонный код — 4860. Занимает площадь 1,28 км². Код КОАТУУ — 5125255111.

## История
В 1945 г. Указом ПВС УССР село Шептеридюры переименовано в Майорское.

## Местный совет
66700, Одесская обл., Захарьевский р-н, пгт Захарьевка, ул. Комсомольская, 59